# Placogorgia terceira
Placogorgia terceira är en korallart som beskrevs av Manfred Grasshoff 1977. Placogorgia terceira ingår i släktet Placogorgia och familjen Plexauridae. Inga underarter finns listade i Catalogue of Life.